# Aigen im Mühlkreis
Aigen im Mühlkreis är en ort och tidigare kommun i Österrike. Den ligger i distriktet Rohrbach i förbundslandet Oberösterreich, 180 kilometer väster om huvudstaden Wien. 
Den 1 maj 2015 slogs kommunen Aigen im Mühlkreis samman med grannkommunen Schlägl och bildade kommunen Aigen-Schlägl. Kommunen bestod, förutom av orten Aigen, även av orterna Grünwald, Rudolfing och Sonnenwald.